# جزيرة ريني
جزيرة ريني هي شعب حلقي تمثل إحدى جزيرتي جزر أيو الرئيسيتين ويقع جنوب جزر آسيا وشمال جزر راجا أمبات في إندونيسيا.
تنتمي جزيرة أيو إدارياً إلى مقاطعة بابوا الغربية الاندونيسية.

## وصلات خارجية
- معلومات عن جزيرة أيو
- خريطة مفصلة